# Publius Aelius Paetus (Kr. e. 337)
Publius Aelius Paetus (Kr. e. 4. század) római politikus, a plebeius származású Aelia gens első, consuli rangot elnyerő tagja.
Életéről keveset tudni, származása is ismeretlen. Kr. e. 337-ben consul volt Caius Sulpicius Longusszal, Kr. e. 321-ben pedig Quintus Fabius Ambustus dictator helyettese (latinul magister equitum) lett. Kr. e. 300-ban az első plebejus származású augurok közé választották.
Kr. e. 296-ban egy szintén Publius Aelius Paetus nevezetű politikust aedilis plebisszé választottak. Elképzelhető, hogy azonos a tárgyalt személlyel.
Hasonló nevű rokona Kr. e. 201-ben volt consul, és híres jogász volt.
| Elődei: Lucius Furius Camillus és Caius Maenius | Consul i. e. 337 collega: Caius Sulpicius Longus | Utódai: Lucius Papirius Crassus és Caeso Duilius |